# Józef Poniatowski

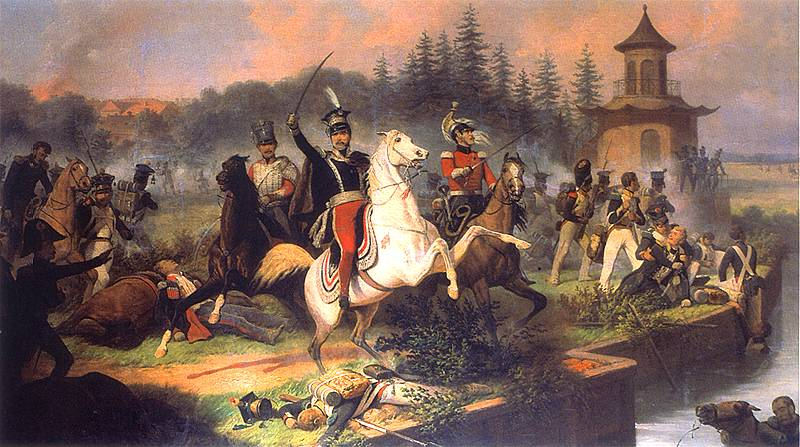
De dood van Poniatowski door January Suchodolski

Józef Antoni vorst Poniatowski (Wenen, 7 mei 1763 - Leipzig, 19 oktober 1813) was een Pools generaal, maarschalk van Frankrijk en nationale held.

## Leven
Poniatowski was de zoon van veldmaarschalk Andrzej Poniatowski en Maria Theresia Kinský von Wchinitz und Tettau. Zijn vader was een broer van Stanislaus August Poniatowski, de laatste koning van Polen. Hij trad als luitenant in Oostenrijkse dienst, werd in 1787 kolonel bij de dragonders en vleugeladjudant van keizer Jozef II en onderscheidde zich in 1788 in de bestorming van Šabac, waarbij hij zwaargewond raakte aan een dijbeen. Door zijn oom Stanislaus naar Polen teruggeroepen, trad hij in 1789 als generaal-majoor in dienst bij het Poolse leger. Bij het uitbreken van de Russisch-Poolse oorlog in 1792 kreeg hij het opperbevel en toonde hij zich, bijgestaan door Tadeusz Kościuszko, een kundig veldheer.
Hij ging na de verloren oorlog en de Tweede Poolse Deling van 1793 in ballingschap, maar keerde reeds in 1794 terug om onder Kościuszko Warschau te verdedigen tegen Rusland en Pruisen. Na de Derde Poolse Deling (1795), die een einde maakte aan het bestaan van Polen, begaf hij zich naar Wenen. Hij keerde in 1798 terug naar Warschau, dat sinds 1795 tot de Pruisische provincie Nieuw-Oost-Pruisen behoorde. In Berlijn knoopte hij door bemiddeling van Antoni Radziwiłł banden aan met het Pruisische hof, waardoor hij een aantal geconfisqueerde goederen terugkreeg.
Na de Pruisische nederlaag benoemde Napoleon Poniatowski in 1807 tot minister van Oorlog in het hertogdom Warschau, waar hij een leger opzette. Als opperbevelhebber leidde hij de Poolse troepen in de Vijfde Coalitieoorlog (1809) tegen Oostenrijk. Hij moest zich aanvankelijk terugtrekken voor aartshertog Ferdinand, maar drong daarna door tot in Galicië en kon na de Franse victorie in de Slag bij Wagram Krakau veroveren. In de Russische veldtocht van 1812 leidde hij onder commando van Jérôme Bonaparte het vijfde legerkorps, streed hij in de slagen bij Smolensk en Borodino en trok hij op 15 september 1812 met Napoleon Moskou binnen. Na de desastreuze terugtocht vormde hij een nieuw leger. Hij weerde zich dapper in de Volkerenslag bij Leipzig (1813), wat hem de titel maarschalk van Frankrijk opleverde. Bij het dekken van de terugtocht raakte hij gewond en sloeg hij op de vlucht. Toen zijn paard, waarmee hij de Elster wilde oversteken, hem afwierp, verdronk hij.
Poniatowski's lijk werd naar Polen overgebracht en eerst bijgezet in Warschau. In 1817 werd hij bijgezet in de koningscrypte van de Wawelkathedraal in Krakau. In Warschau wijdde men hem in 1829 een monument van de beeldhouwer Bertel Thorvaldsen.

## Huwelijken en kinderen
Poniatowski, "de playboy van Warschau", had talloze liefdesavonturen. Hij sloot twee onwettige huwelijken. Uit het eerste, met Zelia Sitańska, werd Józef Szczęsny Poniatowski (1791-1860) geboren. Uit het tweede, met Zofia Potocka, kwam generaal-majoor Karol Józef Maurycy Poniatowski (1809-1850) voort.

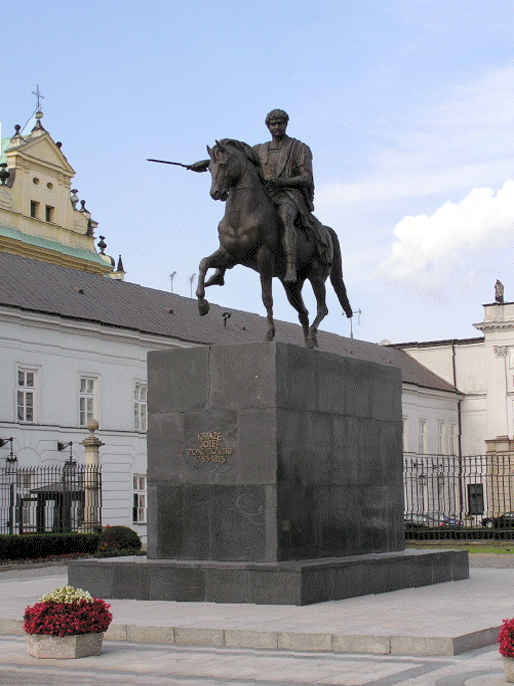
Het Poniatowski-monument van Bertel Thorvaldsen te Warschau
Wapenschild van Poniatowski

Louis Alexandre Berthier · Joachim Murat · Bon Adrien Jeannot de Moncey · Jean-Baptiste Jourdan · André Masséna · Pierre François Charles Augereau · Jean-Baptiste Bernadotte · Guillaume Brune · Nicolas Jean-de-Dieu Soult · Jean Lannes · Édouard Adolphe Casimir Joseph Mortier · Michel Ney · Louis Nicolas Davout · Jean-Baptiste Bessières · François Christophe Kellermann · François Joseph Lefebvre · Dominique-Catherine de Pérignon · Jean-Mathieu-Philibert Sérurier · Claude Victor-Perrin · Étienne Jacques Joseph Macdonald · Nicolas Charles Oudinot · Auguste de Marmont · Louis Gabriel Suchet · Laurent de Gouvion Saint-Cyr · Józef Poniatowski · Emmanuel de Grouchy
- Biblioteca Nacional de España: XX1790658
- Bibliothèque nationale de France: cb11989177j (data)
- Gemeinsame Normdatei: 118792822
- International Standard Name Identifier: 0000 0001 1041 3632
- Library of Congress Control Number: n84237268
- Nationale Bibliotheek van Tsjechië: jn20000701431
- Nationale Bibliotheek van Israël: 987007266495705171
- Nationale Bibliotheek van Polen: a0000001182299
- Nationale en Universitaire bibliotheek Zagreb: 000751935
- Nederlandse Thesaurus van Auteursnamen: 070962863
- Réseau des bibliothèques de Suisse occidentale: 02-A006053285
- RKD-Nederlands Instituut voor Kunstgeschiedenis: 459974
- SNAC: w6sr0bd2
- Système universitaire de documentation: 027961370
- Virtual International Authority File: 17232221
- WorldCat: E39PBJrckByyr4RB7yd9GvWVYP